# 胡安·何塞·德·阿梅薩加
胡安·何塞·德·阿梅薩加（Juan José de Amézaga，1881年1月28日—1956年8月21日），烏拉圭政治人物，出生於蒙特維多。胡安·何塞·德·阿梅薩加自1943年起擔任烏拉圭總統，1947年卸任。